# 纳瓦尔维利亚尔德沃尔
纳瓦尔维利亚尔德沃尔，是西班牙埃斯特雷马杜拉卡塞雷斯省的一个市镇。总面积56平方公里，总人口536人（2001年），人口密度10人/平方公里。